# ハンゲツオスナキグモ
ハンゲツオスナキグモ Steatoda cingulata (Thorell, 1890)  は、ヒメグモ科のクモである。黒い腹部の前の縁に黄色の三日月型の斑紋がある。

## 特徴
体長は雌で6.0～7.4mm、雄で5.0～6.0mmのクモ。この属のものに属共通の特徴として腹背は卵形、腹部は縦長の卵形で、雄では背甲の後と腹柄の回りに発音器が発達する。本種の特徴として、目立つのはその体色である。まず全身がほぼ黒色で、背甲は黒褐色、腹部も地の色は黒、それに歩脚も黒く、ただし腿節の基部近くは赤褐色になっており、特に第3，第4脚で著しいが、要するに見える範囲では全身がほぼ黒である中で、腹部前縁に横三ヶ月の黄色の斑紋が入る。

## 分布
日本では本州、四国、九州、それに南西諸島に分布し、国外では北アメリカ、中近東、インドネシア、台湾、韓国、中国と広くから知られる。

## 習性など
成体の出現する時期は5月から11月で、幼生で越冬する。山地から都市部にまで見られ、岩場、崖地、石垣など、あるいは草の根元などに生息する。そのような部分の隙間に管状の住居を作り、その入り口回りに不規則網を張る。産卵の時期は7～8月で、淡い桃色で球形の卵嚢を1～3個作り、雌成体はそばに待機する。卵嚢には80～120個の卵が入っている。卵嚢より出てきた幼生は褐色をしている。

## 分類
本種の所属するカガリグモ属には日本では5種ばかり知られているが、何れも黒っぽい腹部に白いまだら模様が出るもので、本種の黒に三日月の黄色い斑紋、というのはとても目立つ特徴となっており、それ以外の日本産のクモ類を含めても判別は容易である。
なお、和名については謎が多い。ひどく目を引く名ではあるが、その謂われはよく分からない。新海(2006)には腹部の黄色い斑紋を半月に見立てたもの、との記述があるが、斑紋の形は明らかに三日月である。またオスナキグモというのは『雄が鳴く蜘蛛』の意味に取れ、実際にこのクモの雄には発音器があるのだが、これは本種のみの特徴ではないし、また本種の雄の鳴き声を聞いたという話も見たことがない。八木沼(1986)にはこの属の種としてオスナキグモ S. japonica (Don, et Str.) というものが取り上げられており、これは元は Asagena japonica として記載されたものだが 原記載以降は確かな記録がなく正体不明、ということのようである。これに関しては新しい文献には記述がないのでやはり正体不明で無視してよしとの判断の様子で、その和名だけが本種に引き継がれて残ったようである。
ちなみに日本初のクモ類図鑑ともいわれる湯原清次の『蜘蛛の研究』には本種がコガネマル Tyrolida pulcher Kishida の名で、なぜかコガネグモ科のものとして取り上げられている。これまた多分に謎である。